# Robert Minton
Robert Minton (n. 13 iulie 1904, Lawrence⁠(d), Nassau County, New York, SUA – d. 2 septembrie 1974, New York City, New York, SUA) a fost un bober ce a reprezentat Statele Unite ale Americii, medaliat olimpic. A participat la o ediție a Jocurilor Olimpice (1932) în care a câștigat o medalie de bronz.

## Participări
Lista de mai jos prezintă principalele competiții la care a participat Robert Minton de-a lungul carierei.
- bobsleigh at the 1932 Winter Olympics – two-man[*]